# محمد رشید رضا
محمد رشید رضا (۲۳ سپتامبر ۱۸۶۵–۲۲ اوت ۱۹۳۵) از اصلاح‌طلبان اولیه اسلام‌گرایی سلفی بود که اندیشه‌هایش بر اسلام‌گرایان سده بیستم مؤثر بود و بر فلسفه سیاسی ایجاد دوباره خلافت اسلامی تأثیر گذاشت او یکی از رادیکالیسم‌های اسلامی تأثیر گرفته از عبده بود.
دیدگاه‌های سیاسی رشید رضا در مقایسه با امثال سید جمال‌الدین اسدآبادی و حتی کواکبی از جایگاه خاصی برخوردار نیست و به تنهایی نتوانست جنبشی ایجاد کند، اما با این وجود نوشته‌هایش بر اندیشه افرادی چون حسن بنا بنیان‌گذار اخوان‌المسلمین تأثیرگذار بوده‌است. همچنین عقائدش دربارهٔ خلافت و بازگشت آن به اعراب حس ملی اعراب را تقویت کرد، در واقع او بیش از پرداختن به مشکلات جهان اسلام به مسائل کشورهای عربی پرداخت.

## پیشینه
محمد رشید بن علی رضا بن محمد قلمونی، اصلاً بغدادی است و نسب حسینی دارد، صاحب مجله المنار و یکی از رجال اصلاح اسلامی و از نویسندگان، عالمان به حدیث و ادب و تاریخ و تفسیر است. در واقع می‌توان گفت که وی نامدارترین شخصیت نهضت موسوم به سلفی‌گرایی یا اصل‌گرایی است.
وی در قلمون (از اعمال طرابلس شام) متولد شده و در همان‌جا برآمده و مقدمات علوم اسلامی را فراگرفت و مدتی شیوه زهد اختیار کرد. از کودکی و جوانی خود شعر می‌گفت و در برخی از جراید مقالاتی می‌نوشت. پس از آن به مصر سفر کرد (۱۳۱۵ هـ. ق) ملازم و شاگرد شیخ محمد عبده شد وی پیش از آن نیز در بیروت به خدمت او پیوسته بود. پس از آن مجله المنار را برای نشر آراء و عقاید دینی و اجتماعی خود در مورد «اصلاح» انتشار داد و اندک اندک مرجع فتوی شد. به ویژه در تألیف میان شریعت و اوضاع اجتماعی جدید اعتبار بسزایی یافت و چون به سال (۱۳۲۶ هـ. ق) قانون جدید عثمانی اعلام شد، رشید رضا به دیدار بلاد شام رفت و در دمشق در حالی که بر منبر مسجد جامع اموی سخن می‌گفت یکی از دشمنان «اصلاح» بر او اعتراض کرد و این اعتراض به فتنه مبدل شد و بر اثر آن رشید رضا به مصر بازگشت و در آنجا مدرسة «الدعوه و الارشاد» را تأسیس کرد. آنگاه در ایام ملک فیصل بن حسین حسنی (۱۳۰۰–۱۳۵۲هـ. ق) به سوریه رفت و به ریاست مؤتمر سوری انتخاب شد. اما به سال ۱۹۲۰ بر اثر ورود فرانسویان به سوریه آنجا را ترک کرد و در وطن دوم خود مصر مدتی اقامت کرد. آنگاه به هند و حجاز و اروپا سفر کرد و چون از آنجا بازگشت در مصر مقیم شد تا اینکه وقتی از سوئز به قاهره بازمی‌گشت، که در اتومبیلی درگذشت و او را در قاهره دفن کردند.

## آثار
آثار معروف:
۱- مجله المنار در ۳۴ مجلد
۲- تفسیر قرآن مشهور به تفسیر المنار در ۱۲ جلد (از ابتدای قرآن تا آیه ۵۲ سوره یوسف)
۳- تاریخ الاستاد الامام الشیخ محمد عبده ۳ جلد
۴- نداء للجنس الطیف